# آن شب (مجموعه تلویزیونی)
آن شب (انگلیسی: The Night Of) یک مجموعه تلویزیونی ۸ قسمتی آمریکایی است که بر پایهٔ سریال بریتانیایی عدالت کیفری (Criminal Justice) نوشته شده‌است. این مجموعهٔ تلویزیونی، برای اولین بار ۱۰ ژوئیه ۲۰۱۶ از شبکه اچ‌بی‌او پخش شد. پیمان معادی در این مجموعه ایفای نقش می‌کند. و نقش پدری پاکستانی مسلمان را بازی می‌کند.

## خلاصه داستان
این سریال پیرامون قتلی مشکوک است و مردی که به جرم این قتل محکوم می‌شود. آن مرد از وقوع حادثه چیزی در خاطر ندارد. بازجویی‌های پلیس و کارآگاهان در سریال نمایش داده می‌شود و روند اداری پرونده را همراه با نگاهی عمیق به سیستم عدالت قضایی نشان می‌دهد.

## نامزدی‌ها
نام مینی سریال آن شب، با کسب هشت نامزدی در شصت و نهمین جوایز امی، به چشم می‌خورد.